# 티제이박
티제이박(박상현)(朴相炫, 1979년 12월20일)은 대한민국의  국어강사이자, 시인, 작사가이다.
알고보니 혼수상태와 작사가를 협업했으며, 현재 마포구에서 더베스트국어학원 원장이다.
한샘학원(인천), 한솔학원(구로), 글맥학원(은평),더스터디학원(목동), 온캠퍼스(강남 도곡), 종로학원(평촌), 해냄학원(독립문), 일취월장학원(서대문) 경기외고 전문국어팀장, 서울외고 전문국어팀장, 양정고 전문국어팀장, 독립문 한성과학고전문 국어 팀장, 필리핀 역입시학원 원장등 다양한 지역에서 학생들을 지도했다.
20대 후반, 학생에게 스토킹당한 일로 정신적 충격을 받아 필리핀에 가서 역입시 수업을 일년간 했다고 한다(시사어그로 방송편)
래퍼 아웃사이더를 방불케하는 속사포 수업으로 유명하며, 문학수업때 소설속 인물로 빙의(?)가 되는 수업은 연극인지 강의인지 혼동케 한다고 한다.
여담으로, 수능강의를 하다 내신 수업 제의를 받았을때 처음에는 모멸감을 느꼈었다고 한다(시사어그로편 강의석 이계덕 출연)
2024년 현재 원장으로 있는 더베스트국어학원에서는 1년이상 수강 재수생 무료, 기초생활수급자 무료강의를 하는 등, 독특한 시스템으로 본인이 직접 강의하며 운영하고 있다.
매년 고3수험생들에게 11월달 수강료를 받지 않고 수업을 하며, "너희 커서 재벌되어 기부 많이 하는 사람이 되길 바란다"라는 말을 자주 한다고 한다.
투사 강의석의 선배로, 라디오방송을 같이 했었는데, 패널문제(남성연대 대표 사망등)으로 현재 녹음본은 삭제된 것으로 추정된다
뉴토익 한국 최초저자 롸연(전 강남YBM 토익 1타.현 더퍼스트어학원 원장) 과 절친으로, 기부릴레이를 진행한 적이 있다.
]
1. ↑  “박상현”.